# Misty Mountain Hop
Misty Mountain Hop е песен от неозаглавения четвърти албум на английската рок група „Лед Зепелин, издаден през 1971 г. Песента е записана в имението Хедли Гръндж,в Хемпшир, Англия където групата понякога прекарва времето си. Misty Mountain Hop е издадена като Б-страна на сингъла Black Dog, който е издаден в Съединените щати на 2 декември 1971 г., континентална Европа (без Обединеното кралство) и Австралия.
Най-често срещаната интерпретация на заглавието на песента включва препратка към Мъгливите планини в „Хобитът“ на Дж. Р. Р. Толкин. Текстовете се отнасят до събитията от 7 юли 1968 г. в Хайд Парк, Лондон, при което полицията арестува хора за притежание на марихуана. Текстовете отразяват и стремежа на Робърт Плант към по-добро общество, място и време, когато арестите се заменят с индивидуална свобода и живот на взаимна подкрепа и разбирателство.
Песента не се изпълнява често на концерти, с изключение на периода от 1972 г. до 1973 г. и по врема на самостоятелните концерти на Робърт Плант през 1980-те, след закриването на „Лед Зепелин“. На 10 декември 2007 г., той отново изпълнява песента с останалите членове на групата в Лондон.
През 2019 г. британското списание „Ролинг Стоун“, поставя Misty Mountain Hop на десето място, сред 40-те най-велики песни на „Лед Зепелин“.

## Музиканти
- Робърт Плант – вокали, хармоника
- Джими Пейдж – китара
- Джон Пол Джоунс – бас китара
- Джон Бонъм – барабани